# Storm Passage
Storm Passage had het debuutalbum van Rogue Element moeten worden. De elektronische muziek uit de Berlijnse school, die in twee dagen (9 en 10 september 1999) is opgenomen, was echter “niet goed genoeg”, vonden de twee leden van deze Britse muziekgroep. Na een uitgave midden jaren 00 kwam de definitieve versie pas in 2010 uit. Premonition zou hun officiële debuut worden en eigenlijk daarmee ook hun officiële laatste album volledig gewijd aan Rogue Element.
De twee leden van de band Brendan Pollard en Jerome Ramsey werkten aan soloalbums of aan albums met andere artiesten in dezelfde niche. Pollard en Ramsey bespelen beiden allerlei analoge en digitale toetsinstrumenten, waarbij de nadruk vooral lag op de analoge.

## Tracklist
Muziek van Pollard en Ramsey

| Nr. | Titel                            | Duur  |
| --- | -------------------------------- | ----- |
| 1.  | Infinite Imagery                 | 41:46 |
| 2.  | Encounter at Stormwater Crossing | 7:00  |
| 3.  | Elements                         | 6;26  |